# Jenga

Przewracająca się wieża Jenga

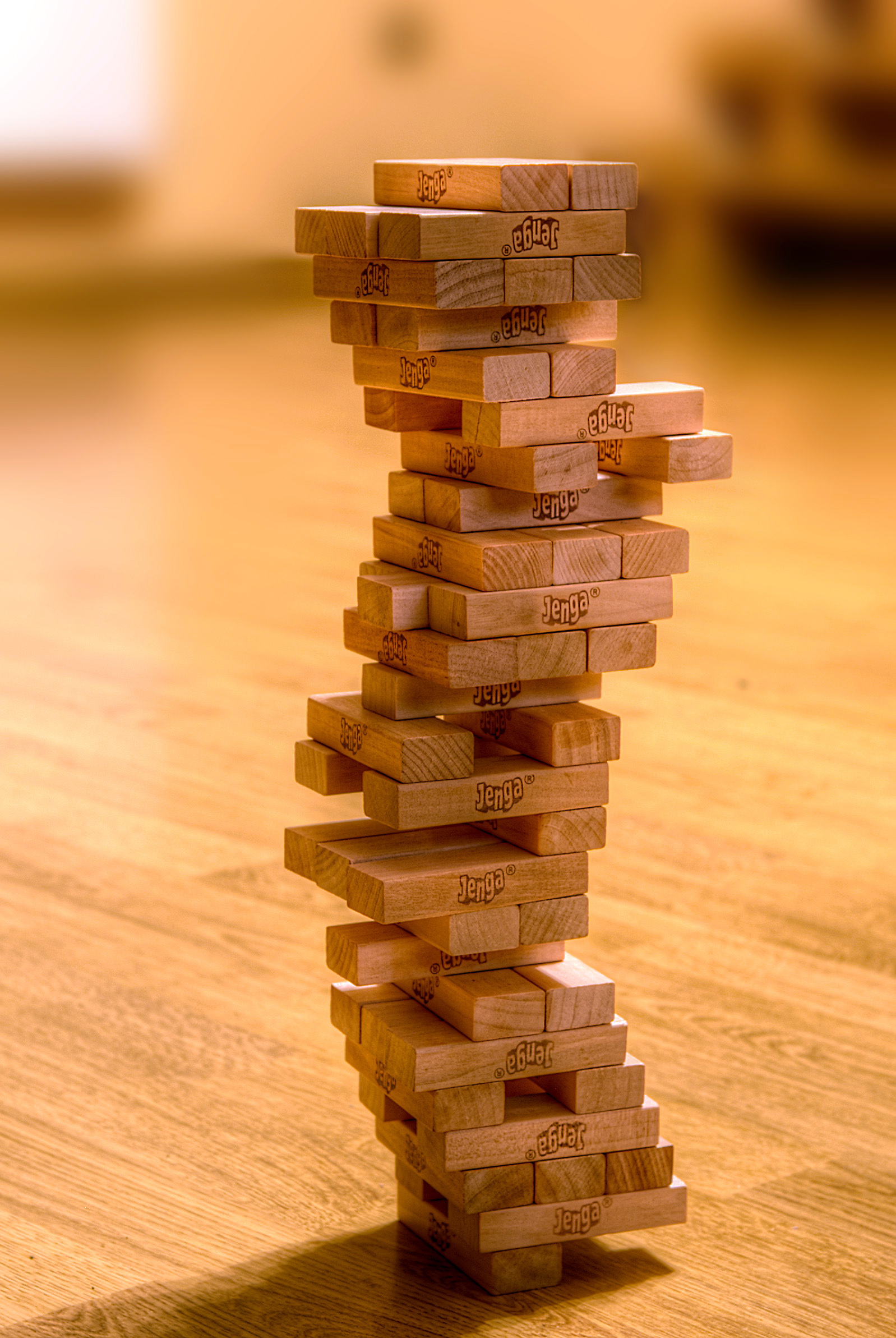
Jenga

Jenga – zręcznościowo-umysłowa gra towarzyska.
Z drewnianej wieży gracze kolejno usuwają z budowli dowolny klocek poniżej skończonego poziomu i układają go na górze. Przegrywa osoba, która wyciągając klocek, przewróci wieżę.
Gra przeznaczona dla dowolnej liczby osób. Została stworzona przez Leslie Scott, a opatentowana przez Parker Brothers (Hasbro).